# TV+Synchron
Die TV+Synchron Berlin GmbH (ehemals Fernsehen der DDR Studio für Synchronisation, Deutscher Fernsehfunk Studio für Synchronisation und TV-Synchron) ist ein Produktionsunternehmen für die Synchronisation von Filmen mit Sitz in Berlin.

## Unternehmen
Das Unternehmen wurde ca. 1979 als Fernsehen der DDR Studio für Synchronisation gegründet. Später hieß es auch Deutscher Fernsehfunk Studio für Synchronisation und TV-Synchron. Die TV+Synchron Berlin hat für hunderte Filme und einige tausend Serienfolgen die deutschsprachigen Filmfassungen hergestellt, dazu gehören unter anderem My Week with Marilyn, Winter’s Bone, An ihrer Stelle und Mildred Pierce.
Der unternehmenseigene Produktionsstandort ist seither das Franz-Ehrlich-Haus in der Moriz-Seeler-Straße 5–7 am Medienstandort Adlershof. Das Baudenkmal wurde vom Bauhaus-Architekten Franz Ehrlich gestaltet. Die Gebäude wurden von 1952 bis 1957 als erste Produktionsbüros für den DFF errichtet.

## Ausstattung
TV+Synchron verfügt über sieben Sprachateliers, drei Editsuiten und drei Mischstudios.

## Produktionen

### Kino (Auswahl)

#### 2016
- Erlösung
- Dragonball Z: Resurrection ‚F‘
- Magnus – Der Mozart des Schachs

#### 2015
- Das brandneue Testament
- Lolo – Drei ist einer zu viel

#### 2014
- The Voices
- Schändung
- Am Sonntag bist Du tot (Calvary)
- Erbarmen (Kvinden i buret)
- My Old Lady
- Spuren (Tracks)

#### 2013
- Von Menschen und Pferden
- An ihrer Stelle (Fill the Void)
- Jackpot
- Große Jungs – Forever Young
- Drecksau (Filth)
- Song for Marion (Song for Marion)

#### 2012
- My Week with Marilyn
- Simon (Simon and the Oaks)
- In Darkness
- Haus der Sünde (L’Apollonide)
- Take Shelter

#### 2011
- Winter’s Bone

### Serien (Auswahl)
- seit 2019: Virgin River
- seit 2017: American Gods
- seit 2014: The Last Ship
- seit 2012: Hell on Wheels
- 2012: Mildred Pierce
- 2012: Really Me – Der Star bin ich!
- 2011–2013: K-On!
- 2009–2012: Big Love
- 2009–2011: True Jackson
- 2007–2012: Raymond
- 2008: Transformers: Animated
- 1992: Kickers